# Antonio Di Trento
Antonio Di Trento (26 aprile 1839 – ...) è stato un politico italiano.

## Biografia
Nacque il 26 aprile 1839 da Federico Di Trento e Giulia dei conti di Prampero, e fu conte di Mazzarotta e cavaliere della Corona d'Italia. Impegnato nella vita politica e amministrativa di Udine, fu sindaco della città dal 1895 al 1899.
Sposato con Carolina Cavalli-Capello, ebbe cinque figli: Giulia (nata 1863), Carlo (1867), Maria (1871), Rita (1876) e Francesco (1883).